# 竹ノ島
竹ノ島（たけのしま）は長崎県西海市の島である。竹島（たけしま）とも呼ばれる。

## 概要
穏やかな大村湾の中にあり、かつてはオリーブの栽培が盛んであった入り組んだ入り江が特徴の島である。現在はオリーブの栽培は行われていない。

## 交通
定期航路は存在しない。大串郷網代から自家用船で5分。